# Supetar
Supetar [ˈsupɛtar] (italienisch San Pietro della Brazza) ist eine Gemeinde und die einzige Stadt auf der Insel Brač in Kroatien.

## Geschichte und Lage
Supetar liegt auf der nördlichen Seite der Insel in der Bucht Sveti Petar (dt. Heiliger Petrus), die dem Ort auch den Namen gab. In der Stadt leben etwas mehr als 3200 Menschen (2011).
In der Nähe der Kirche sind frühchristliche Mosaike aus dem 6. Jahrhundert erhalten geblieben. Schon zur Zeit der Römer war der Ort besiedelt. Später folgten die Illyrer und Slawen. Auf dem Fundament der ersten Kirche wurde 1604 die Sveti Petar Kirche erbaut, die später dem Feuer zu Opfer fiel. 1733 wurde die heute bestehende Kirche errichtet. Neben der Kirche steht das prachtvolle Rathaus. Toma Rosandic (1878–1958), ein bekannter kroatischer Künstler, gestaltete 1904 ein Mausoleum für eine wohlhabende Familie. Dieses überdimensionierte Bauwerk steht auf dem Friedhof Kap Sveti Nikolaus. Haupteinnahmequelle ist heute der Tourismus. Supetar ist der wichtigste Fährhafen für die Verbindung der Insel mit dem kroatischen Festland, insbesondere nach Split.

## Orte in der Gemeinde Supetar
Einwohner laut Volkszählung 2021:
- Mirca – 404
- Splitska – 351
- Supetar (Stadt) – 3423
- Škrip – 163

## Galerie

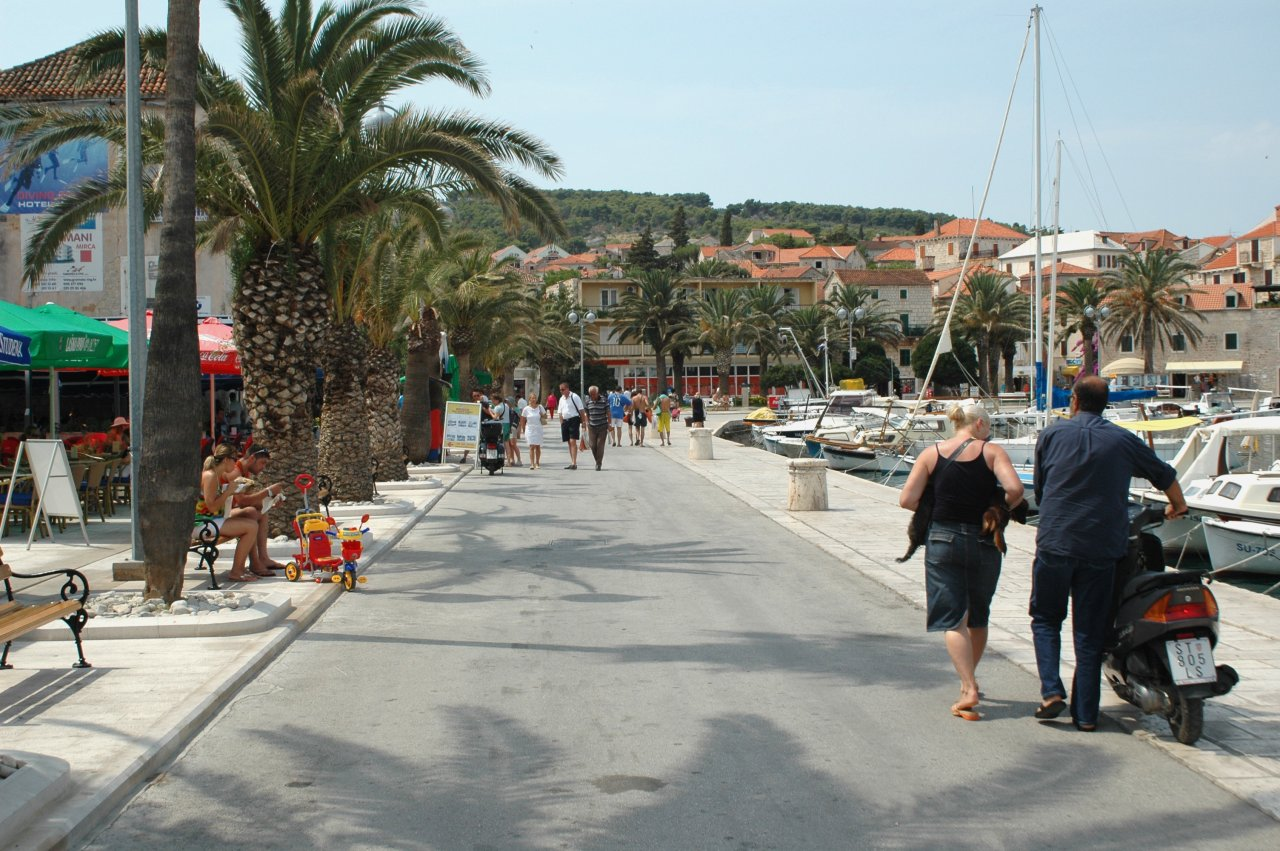
Uferpromenade in Supetar
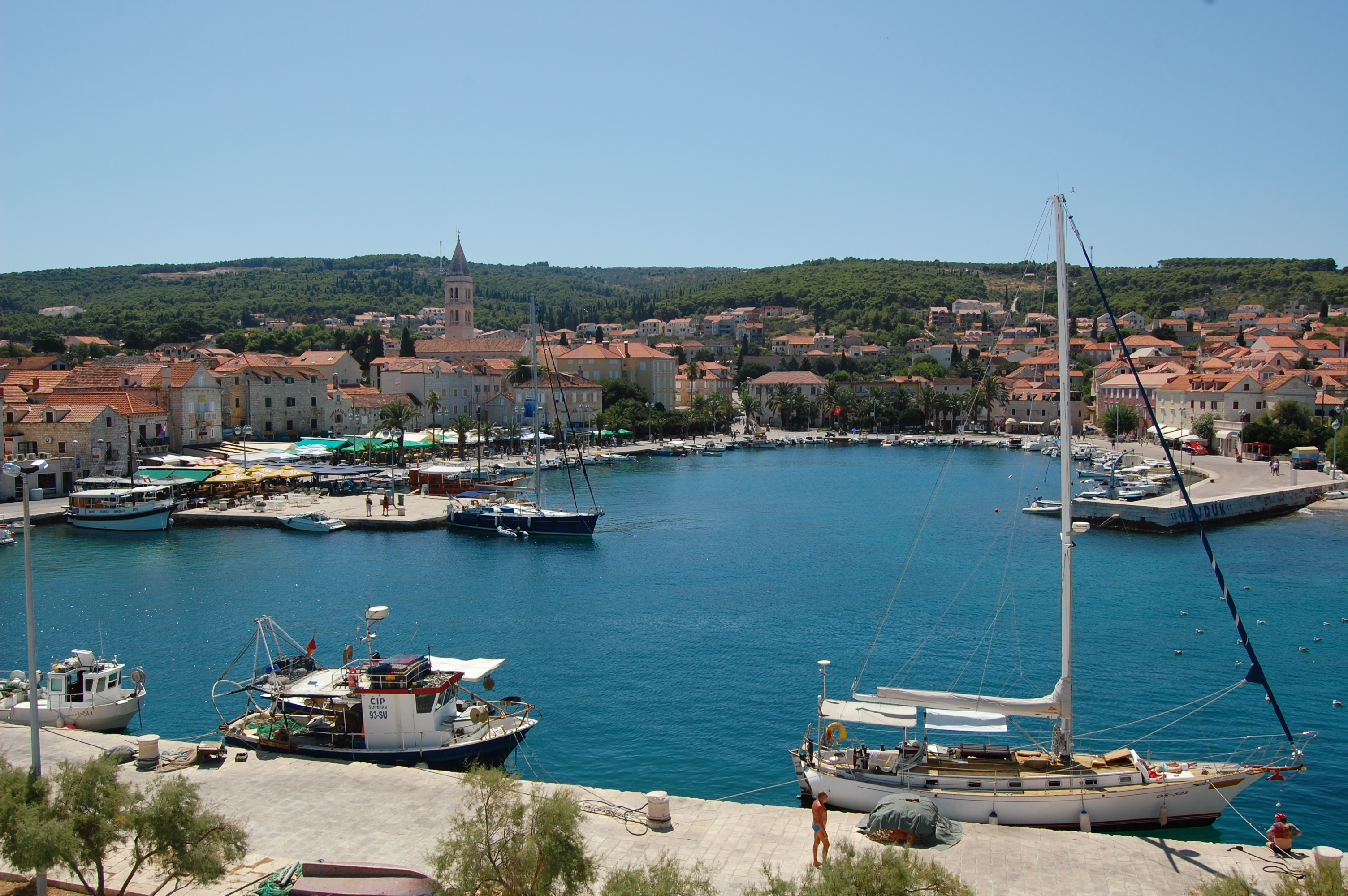
Hafen
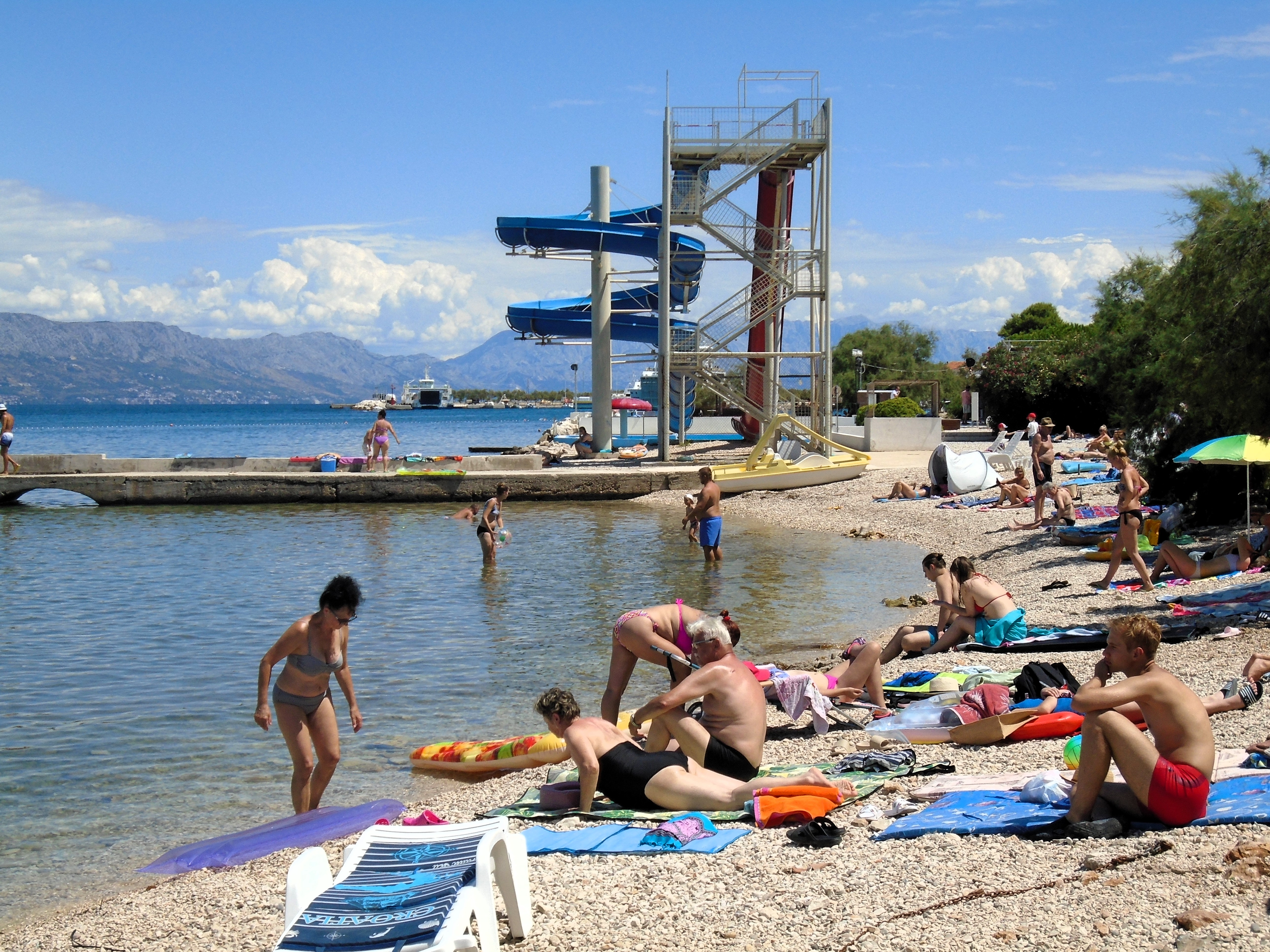
Strand Vlačica in Supetar